# Karwoski
Karwoski – piosenka i pierwszy singel z albumu Marginal warszawskiego zespołu Pablopavo i Ludziki. Utwór opowiada o radzeniu sobie z czasem. Powstał do niego wideoklip w reżyserii Macieja Bielińskiego ukazujący prywatkę czasu PRL.
| Lista przebojów (2018) | Najwyższa pozycja |
| ---------------------- | ----------------- |
| Lista przebojów Trójki | 1                 |